# Rhachitheciopsis tisserantii
Rhachitheciopsis tisserantii là một loài rêu trong họ Rhachitheciaceae. Loài này được P. de la Varde mô tả khoa học đầu tiên năm 1926.